# 천리마거리
천리마거리(千里馬거리, Chollima Street)는 조선민주주의인민공화국의 수도 평양직할시 중구역과 평천구역에 걸쳐 있는 도로이다. 이 거리는 보통문에서 시작되어 인민문화궁전, 평양빙상관, 평양체육관을 지나서 충성의 다리까지 연결된다. 평양개성고속도로를 평양시 내부로 연결한다. 1953년에 완공되었다.

## 같이 보기
- 천리마 운동